# Cornuspiroidinae
Cornuspiroidinae es una subfamilia de foraminíferos bentónicos de la familia Cornuspiridae, de la superfamilia Cornuspiroidea, del suborden Miliolina y del orden Miliolida. Su rango cronoestratigráfico abarca el Holoceno.

## Clasificación
Cornuspiroidinae incluye a los siguientes géneros:
- Cornuspirella
- Cornuspiroides